# Centro de Ensino Unificado de Brasília Esporte Clube
Maillots
Le Centro de Ensino Unificado de Brasília Esporte Clube, appelé plus simplement le CEUB, était un club brésilien de football basé à Brasilia dans le district fédéral. Il fut fondé en 1968 et dissous en 1976.
Le club joue ses matchs à domicile au stade Edson Arantes do Nascimento, ayant une capacité maximum de 30 000 spectateurs.

## Histoire du club

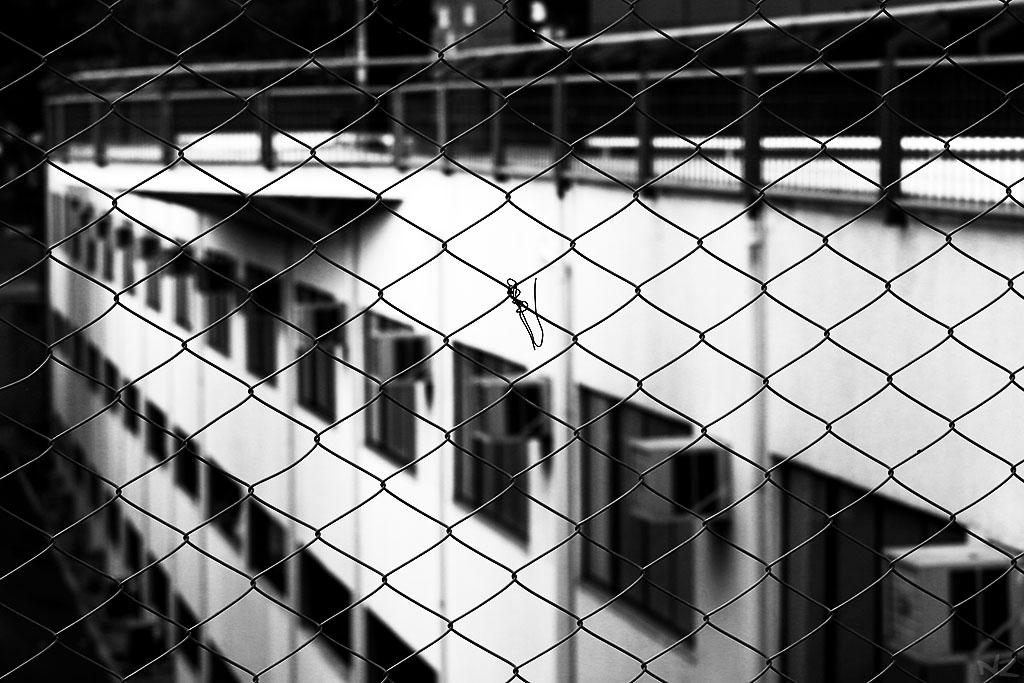
Siège de la CEUB.

Le club est fondé en 1968, par un groupe d'étudiants du lycée du Centro de Ensino Unificado de Brasília (UniCEUB). 
Le club remporte le Campeonato Brasiliense en 1973, lorsqu'il bat les Relações Exteriores lors de la finale. Il dispute la Série A en 1973, 1974 et en 1975. 
La CEUB ferme ensuite sa session de football professionnel en 1976 à la fin du terme de la présidence d'Adílson Peres.

## Palmarès
- Championnat de Brasilia :
  - Champion : 1973